# آرام جعفری
آرام جعفری (زادهٔ ۲۲ بهمن ۱۳۵۹) بازیگر سینما اهل کشور ایران است.

## کارنامهٔ هنری
او کار بازیگری را از سال اول دوره راهنمایی با مدرسه هنر و ادبیات صدا و سیما شروع کرده و در پانزده سالگی شاگرد حمید سمندریان بوده‌است. نخستین کار تئاترش (دایره گچی قفقازی) را با حمید سمندریان تجربه کرده‌است، و در بازیگری در تلویزیون با سریال زیر آسمان شهر به شهرت رسید.
آرام جعفری مدرک کارشناسی در رشته نقاشی گرافیک، و مدرک کارشناسی ارشد بازیگری و کارگردانی دارد.

## فیلم‌شناسی

### سینمایی
| سال  | عنوان             | کارگردان         | توضیحات     |
| ---- | ----------------- | ---------------- | ----------- |
| ۱۳۹۳ | شاید یک معجزه     | کرامت پورشهسواری | سینمایی     |
| ۱۳۹۴ | پلکان مرگ         | عباس مرادیان     | نمایش خانگی |
| ۱۳۹۱ | بازنشسته‌ها        | محسن ربیعی       |             |
| ۱۳۹۱ | دزدان خیابان جردن | وحید اسلامی      |             |
| ۱۳۹۰ | مسافر باران       | داریوش یاری      |             |
| ۱۳۹۰ | عطسه‌های نحس       | محمد خراط‌زاده    |             |
| ۱۳۸۷ | بگو که رؤیا نیست  | مهدی گلستانه     |             |
| ۱۳۷۹ | آبی               | حمید لبخنده      |             |

### مجموعه تلویزیونی

جعفری در اولین جشنواره تلویزیونی جام جم (نفر دوم از سمت راست)، ۱۳۹۰

| سال  | عنوان مجموعه            | کارگردان         | توضیحات                      |
| ---- | ----------------------- | ---------------- | ---------------------------- |
| ۱۳۷۸ | میگی نه نگاه کن         | کاظم بلوچی       | شبکه ۱ گروه کودک و نوجوان    |
| ۱۳۸۰ | زیر آسمان شهر (سری اول) | مهران غفوریان    | شبکه ۳                       |
| ۱۳۷۹ | دختران                  | اصغر توسلی       | شبکه تهران                   |
| ۱۳۸۲ | خانه ای در تاریکی       | سعید سلطانی      | شبکه ۳                       |
| ۱۳۸۳ | رسم شیدایی              | اکبر خواجویی     | شبکه ۲                       |
| ۱۳۸۴ | برای آخرین بار          | اکبر منصور فلاح  | شبکه تهران                   |
| ۱۳۸۴ | لبه تاریکی              | سعید سلطانی      |                              |
| ۱۳۸۵ | پرواز در حباب           | سیروس مقدم       | شبکه ۳                       |
| ۱۳۸۵ | من نه منم               | بهروز خلجی       | شبکه ۲                       |
| ۱۳۸۵ | گلریزان                 | مسعود رشیدی      | شبکه ۱                       |
| ۱۳۸۵ | آدمخوار                 | جواد مزدآبادی    | شبکه ۲                       |
| ۱۳۸۶ | پیامک از دیار باقی      | سیروس مقدم       | شبکه ۱                       |
| ۱۳۸۷ | منظومه آتش              | مرتضی متولی      | شبکه ۱                       |
| ۱۳۸۷ | زمانی برای پشیمانی      | اسماعیل فلاح پور | شبکه ۳                       |
| ۱۳۸۸ | کلانتر ۳                | محسن شاه محمدی   | شبکه ۱ بازی در اپیزود دوستان |
| ۱۳۸۸ | شب هزار و یکم           | علی بهادر        | شبکه ۱                       |
| ۱۳۸۹ | قهوه تلخ                | مهران مدیری      | نمایش خانگی در نقش کاترین    |
| ۱۳۹۰ | تقدیر                   | عبدالرضا فیروزان | شبکه ۳                       |
| ۱۳۹۱ | میلیاردر                | علیرضا امینی     | شبکه ۱                       |
| ۱۳۹۳ | مدینه                   | سیروس مقدم       | شبکه ۱                       |
| ۱۳۹۴ | معمای شاه               | محمدرضا ورزی     | شبکه ۱ در نقش پروین غفاری    |
| ۱۳۹۵ | همسایه‌ها                | مهران غفوریان    |                              |
| ۱۳۹۵ | بوقچی                   | ابوذر جلالی      |                              |
| ۱۳۹۷ | راه و بیراه             | داوود بیدل       | شبکه ۱                       |
| ۱۳۹۸ | دنیای گمشده             | امین امانی       | شبکه ۲                       |

## جوایز و افتخارات
- برترین بازیگر زن جشنواره جام جم صدا و سیما سریال برای آخرین بار سال ۱۳۸۴
- برترین بازیگر زن جشنواره جام جم صدا و سیما سریال پرواز در حباب سال ۱۳۸۵

## داوری
داوری جشنواره تاتر استان تهران از ٢٦ ابان تا ١ اذر ١٤٠٢